# Gehrmans musikförlag
Gehrmans Musikförlag AB är ett av de ledande musikförlagen i Norden.
Förlaget grundades år 1893 av den då drygt 20-årige Carl Gehrman och sysslade i huvudsak med för den tiden populära genrer som salongsmusik, schlager och körmusik. 1930 köptes Carl Gehrmans Musikförlag av Inge och Einar Rosenborg. Man arbetade fortfarande med populärmusik men nu fick också orkestermusiken en central plats i verksamheten. Under 30 och 40-talen knöts en rad av Sveriges största tonsättare till förlaget, som till exempel Lars-Erik Larsson, Hugo Alfvén och Dag Wirén och med dessa tonsättare verk som idag räknas till klassikerna i den svenska orkesterrepertoaren såsom Larssons Förklädd gud och Pastoralsvit, Alfvéns Gustaf II Adolfssvit och Dag Wiréns Serenad för stråkorkester.
Körmusiken fanns också med som en viktig del i förlagets repertoar med bland annat Alfvéns arrangemang av svenska folkvisor, Wilhelm Stenhammars Sverige och Wilhelm Peterson-Bergers Stämning som alla tillhör de mest älskade och framförda körstyckena i Sverige.
1950 bildade makarna Rosenborg en stiftelse för att trygga förlagets framtid, och Gehrmans har också klarat sig från de förändringar och försäljningar som drabbat så många andra musikförlag. Stiftelsen är förlagets huvudägare och har till uppgift att främja utgivningen av värdefull svensk musik samt att stödja svenskt musikliv på annat sätt genom bidrag och stipendier.
Under 50-talet påbörjades en betydande utgivning av musikpedagogiskt material med Carl Bertil Agnestig som det stora namnet samtidigt som satsningen på kör-, kammar- och orkestermusik fortsatte. Satsningen på dessa områden har sedan fortgått genom åren och Gehrmans representerar idag många av landets främsta tonsättare och musikpedagoger.
Förutom ovannämnda tonsättare finns bland annat Erland von Koch, Daniel Börtz, Hans Eklund, Fredrik Högberg, Maurice Karkoff, Thomas Jennefelt, Rolf Martinsson, Nils Lindberg och Benjamin Staern.
Under en lång följd av år har förlaget samarbetat med Sveriges Kyrkliga Studieförbund, SKS numera Sensus, där dess musikrektor kyrkomusikern Kjell Bengtsson har varit drivande. Detta samarbete har resulterat i en viktig och mycket stor mängd utgåvor, främst för kyrkligt bruk: musik och arrangemang för kör, orgelmusik för konsert och liturgi och inte minst en mängd pedagogiskt material också för bruk utanför kyrkan. Bland många satsningar märks utgåvor inför Kyrkomusikens år 1985, då jubilarerna Heinrich Schütz, Johann Sebastian Bach och Georg Friedrich Händel hyllades i nyutgåvor för kör med ny svensk text och uppförandeanvisningar av Anders Öhrwall tillsammans med serier med nyskriven körmusik och musik för kör och brassensemble.

## Nya tider
I juli 1999 genomfördes en fusion av Gehrmans och Sveriges Körförbunds Förlags verksamheter och kataloger, vilket innebar att två av de viktigaste körkatalogerna i Sverige samlades under samma tak. I Sveriges Körförbunds förlagskatalog återfinns musik från Ivar Widéen, Otto Olsson och Gottfrid Berg till modernare tongångar av Bengt Hallberg och Georg Riedel.
Gehrmans aktivering inom populärmusikområdet under senare år kan ses som en naturlig förlängning av äldre tiders schlager- och populärmusik i förlagskatalogen. Samarbetet med Air Chrysalis Scandinavia – som bland annat lett till flera års utgivning av popsamlingar som Pop 2007 och Pop 08. Samarbetet med Universal Music Publishing är ett viktigt inslag i förlagets utgivning. 
Utgivningen av pedagogiskt material är fortfarande en av Gehrmans profilerande nischer. Undervisningsmaterialet följer tidens strömningar – Åse Söderqvist-Sperings samlingar och pedagogiska metoder för piano har haft stor inverkan på musikundervisningen i landet. Undervisning via digitala media är en ganska ny företeelse. Förlaget har ett nära samarbete kring det videobaserade undervisningsmaterialet plej!, som står för mycket nytänkande och är ett komplement till musik- och kulturskolornas egen undervisning.
En ytterligare utvidgning av förlagets katalog skedde hösten 2007 då Gehrmans förvärvade Warner/Chappell Music Scandinavias orkester-, kammar- och körmusikkataloger, inklusive Nordiska Musikförlagets repertoar med verk av bland andra Allan Pettersson, Eduard Tubin, Ingvar Lidholm, Sven-David Sandström och Anders Eliasson. Den finska delen av Warnerkatalogen (Warner/Chappell Music Finland, Edition Fazer) förvärvades samtidigt av Gehrmans finska dotterbolag Fennica Gehrman OY, som också förlägger nya verk av ledande finska tonsättare.
Strax innan 2011 lanserade förlaget en ny webbutik med avancerade filtreringsfunktioner för bläddring bland butikens noter.